# Muna (depressariídeos)
Muna (Agonoxenidae) é um gênero de traça pertencente à família Agonoxenidae.